# Partecipanti alla Freccia del Brabante 2024
Elenco dei partecipanti alla Freccia del Brabante 2024.
La Freccia del Brabante 2024 è stata la sessantaquattresima edizione della corsa. Alla competizione presero parte 22 squadre: undici iscritte all'UCI World Tour 2024, e undici dell'UCI ProTeam.
Accreditati alla partenza 149 ciclisti.

## Corridori per squadra
Nota: R ritirato, NP non partito, FT fuori tempo, SQ squalificato
| Decathlon AG2R La Mondiale Team | Decathlon AG2R La Mondiale Team | Decathlon AG2R La Mondiale Team | Alpecin-Deceuninck    | Alpecin-Deceuninck    | Alpecin-Deceuninck    | Intermarché-Wanty         | Intermarché-Wanty         | Intermarché-Wanty         |
| ------------------------------- | ------------------------------- | ------------------------------- | --------------------- | --------------------- | --------------------- | ------------------------- | ------------------------- | ------------------------- |
| N°                              | Ciclista                        | Clas.                           | N°                    | Ciclista              | Clas.                 | N°                        | Ciclista                  | Clas.                     |
| 1                               | Dorian Godon                    | 23°                             | 11                    | Tobias Bayer          | 63°                   | 21                        | Vito Braet                | 9°                        |
| 2                               | Rasmus Søjberg Pedersen         | R                               | 12                    | Quinten Hermans       | 6°                    | 22                        | Francesco Busatto         | 28°                       |
| 3                               | Benoît Cosnefroy                | 1°                              | 13                    | Søren Kragh Andersen  | 42°                   | 23                        | Dries De Pooter           | 52°                       |
| 4                               | Dries De Bondt                  | 58°                             | 14                    | Axel Laurance         | 30°                   | 24                        | Victor Hannes             | R                         |
| 5                               | Sander De Pestel                | SQ                              | 15                    | Xandro Meurisse       | 57°                   | 25                        | Tom Paquot                | 76°                       |
| 6                               | Noa Isidore                     | 75°                             | 16                    | Jimmy Janssens        | R                     | 26                        | Wouter Toussaint          | R                         |
| 7                               | Andrea Vendrame                 | 59°                             | 17                    | Stan Van Tricht       | 62°                   | 27                        | Georg Zimmermann          | 47°                       |
| Soudal Quick-Step               | Soudal Quick-Step               | Soudal Quick-Step               | Arkéa-B&B Hotels      | Arkéa-B&B Hotels      | Arkéa-B&B Hotels      | Bahrain Victorious        | Bahrain Victorious        | Bahrain Victorious        |
| N°                              | Ciclista                        | Clas.                           | N°                    | Ciclista              | Clas.                 | N°                        | Ciclista                  | Clas.                     |
| 31                              | Ayco Bastiaens                  | R                               | 41                    | Vincenzo Albanese     | R                     | 51                        | Matevž Govekar            | 65°                       |
| 32                              | Gil Gelders                     | 51°                             | 42                    | Jenthe Biermans       | 22°                   | 52                        | Alberto Bruttomesso       | R                         |
| 33                              | Antoine Huby                    | R                               | 43                    | Hubert Grygowski      | R                     | 53                        | Nicolò Buratti            | 18°                       |
| 34                              | Pieter Serry                    | 25°                             | 44                    | Laurens Huys          | 35°                   | 54                        | Andrea Pasqualon          | 72°                       |
| 35                              | Jordi Warlop                    | R                               | 45                    | Mathis Le Berre       | 26°                   | 55                        | Johan Price-Pejtersen     | R                         |
| 36                              | Pepijn Reinderink               | 61°                             | 46                    | Alan Riou             | R                     | 56                        | Dušan Rajović             | R                         |
| 37                              | Louis Vervaeke                  | 53°                             | 47                    | Lucas Janssen         | R                     | 57                        | Cameron Scott             | R                         |
| Cofidis                         | Cofidis                         | Cofidis                         | EF Education-EasyPost | EF Education-EasyPost | EF Education-EasyPost | Team DSM-Firmenich PostNL | Team DSM-Firmenich PostNL | Team DSM-Firmenich PostNL |
| N°                              | Ciclista                        | Clas.                           | N°                    | Ciclista              | Clas.                 | N°                        | Ciclista                  | Clas.                     |
| 61                              | Ben Hermans                     | 40°                             | 71                    | Mikkel Frølich Honoré | 12°                   | 81                        | Vlad Van Mechelen         | R                         |
| 62                              | Nicolas Debeaumarché            | R                               | 72                    | Markel Beloki         | R                     | 82                        | Robbe Dhondt              | R                         |
| 63                              | Eddy Finé                       | R                               | 73                    | James Shaw            | 31°                   | 84                        | Martijn Tusveld           | R                         |
| 64                              | Christophe Noppe                | R                               | 74                    | Lukas Nerurkar        | 83°                   | 85                        | Frank van den Broek       | 37°                       |
| 65                              | Ludovic Robeet                  | R                               | 75                    | Darren Rafferty       | 45°                   | 86                        | Tim Naberman              | R                         |
|                                 |                                 |                                 | 76                    | Marijn van den Berg   | 7°                    | 87                        | Enzo Leijnse              | R                         |
| 77                              | Harry Sweeny                    | 82°                             |                       |                       |                       |                           |                           |                           |
| Team Jayco AlUla                | Team Jayco AlUla                | Team Jayco AlUla                | UAE Team Emirates     | UAE Team Emirates     | UAE Team Emirates     | Lotto Dstny               | Lotto Dstny               | Lotto Dstny               |
| N°                              | Ciclista                        | Clas.                           | N°                    | Ciclista              | Clas.                 | N°                        | Ciclista                  | Clas.                     |
| 91                              | Michael Matthews                | 8°                              | 101                   | Tim Wellens           | 3°                    | 111                       | Alec Segaert              | 66°                       |
| 92                              | Lawson Craddock                 | 80°                             | 102                   | Marc Hirschi          | 29°                   | 112                       | Sébastien Grignard        | R                         |
| 93                              | Anders Foldager                 | 77°                             | 103                   | Anže Ravbar           | R                     | 113                       | Jenno Berckmoes           | 15°                       |
| 94                              | Jan Maas                        | 64°                             | 104                   | Gibbe Staes           | R                     | 114                       | Pascal Eenkhoorn          | 36°                       |
| 95                              | Christopher Juul Jensen         | R                               | 105                   | António Morgado       | 21°                   | 115                       | Andreas Kron              | 33°                       |
| 96                              | Blake Quick                     | R                               | 106                   | Nils Politt           | 71°                   | 116                       | Mathijs Paasschens        | 85°                       |
| 97                              | Campbell Stewart                | R                               |                       |                       |                       | 117                       | Jonas Gregaard            | 48°                       |
| Israel-Premier Tech             | Israel-Premier Tech             | Israel-Premier Tech             | Bingoal WB            | Bingoal WB            | Bingoal WB            | Team Flanders-Baloise     | Team Flanders-Baloise     | Team Flanders-Baloise     |
| N°                              | Ciclista                        | Clas.                           | N°                    | Ciclista              | Clas.                 | N°                        | Ciclista                  | Clas.                     |
| 121                             | Dylan Teuns                     | 2°                              | 131                   | Loïc Vliegen          | 69°                   | 141                       | Kamiel Bonneu             | 32°                       |
| 122                             | Joseph Blackmore                | 4°                              | 132                   | Louis Blouwe          | R                     | 142                       | Toon Clynhens             | R                         |
| 123                             | Krists Neilands                 | R                               | 133                   | Johan Meens           | 73°                   | 143                       | Lars Craps                | 49°                       |
| 125                             | Corbin Strong                   | 10°                             | 134                   | Kenneth Van Rooy      | R                     | 144                       | Elias Maris               | 68°                       |
| 126                             | Stephen Williams                | 55°                             | 135                   | Luca Van Boven        | 27°                   | 145                       | Vincent Van Hemelen       | 79°                       |
| 127                             | Kiaan Watts                     | R                               | 136                   | Jens Reynders         | R                     | 146                       | Dylan Vandenstorme        | 56°                       |
|                                 |                                 |                                 | 137                   | Lucas Jacques         | R                     | 147                       | Ward Vanhoof              | R                         |
| Caja Rural-Seguros RGA          | Caja Rural-Seguros RGA          | Caja Rural-Seguros RGA          | Team Novo Nordisk     | Team Novo Nordisk     | Team Novo Nordisk     | Q36.5 Pro Cycling Team    | Q36.5 Pro Cycling Team    | Q36.5 Pro Cycling Team    |
| N°                              | Ciclista                        | Clas.                           | N°                    | Ciclista              | Clas.                 | N°                        | Ciclista                  | Clas.                     |
| 151                             | Julen Arriola-Bengoa            | 89°                             | 161                   | Hamish Beadle         | R                     | 171                       | Gianluca Brambilla        | 19°                       |
| 152                             | Fernando Barceló                | 11°                             | 162                   | Sam Brand             | R                     | 172                       | Negasi Haylu Abreha       | R                         |
| 153                             | Jefferson Alveiro Cepeda        | 5°                              | 163                   | Quinten De Graeve     | R                     | 173                       | Walter Calzoni            | 87°                       |
| 154                             | Samuel Fernández García         | 78°                             | 164                   | Matyáš Kopecký        | 44°                   | 174                       | Alessandro Fancellu       | 88°                       |
| 155                             | Calum Johnston                  | R                               | 165                   | Péter Kusztor         | R                     | 175                       | Joey Rosskopf             | R                         |
| 156                             | Eduard Prades                   | 20°                             | 166                   | Declan Irvine         | R                     | 176                       | Rory Townsend             | R                         |
| 157                             | David Gonzalez                  | 24°                             | 167                   | Umberto Poli          | R                     | 177                       | James Whelan              | R                         |
| TDT-Unibet                      | TDT-Unibet                      | TDT-Unibet                      | TotalEnergies         | TotalEnergies         | TotalEnergies         | Tudor Pro Cycling Team    | Tudor Pro Cycling Team    | Tudor Pro Cycling Team    |
| N°                              | Ciclista                        | Clas.                           | N°                    | Ciclista              | Clas.                 | N°                        | Ciclista                  | Clas.                     |
| 181                             | Lander Loockx                   | 70°                             | 191                   | Sandy Dujardin        | 46°                   | 201                       | Jacob Eriksson            | 60°                       |
| 182                             | Hartthijs de Vries              | 67°                             | 192                   | Thomas Gachignard     | 54°                   | 202                       | Sebastian Kolze Changizi  | R                         |
| 183                             | Owen Geleijn                    | R                               | 193                   | Lorrenzo Manzin       | R                     | 203                       | Miká Heming               | R                         |
| 184                             | Jelle Johannink                 | 17°                             | 194                   | Julien Simon          | R                     | 204                       | Alexander Kamp            | 50°                       |
| 185                             | Tomáš Kopecký                   | 74°                             | 195                   | Anthony Turgis        | 16°                   | 205                       | Arthur Kluckers           | 81°                       |
| 186                             | Zeb Kyffin                      | R                               | 196                   | Baptiste Vadic        | 84°                   | 206                       | Aloïs Charrin             | R                         |
| 187                             | Adam Ťoupalík                   | 39°                             | 197                   | Dries Van Gestel      | 13°                   | 207                       | Fabian Weiss              | R                         |
| Uno-X Mobility                  |                                 |                                 |                       |                       |                       |                           |                           |                           |
| N°                              | Ciclista                        | Clas.                           |                       |                       |                       |                           |                           |                           |
| 211                             | Tobias Halland Johannessen      | 38°                             |                       |                       |                       |                           |                           |                           |
| 212                             | Martin Urianstad                | 43°                             |                       |                       |                       |                           |                           |                           |
| 213                             | Odd Christian Eiking            | 14°                             |                       |                       |                       |                           |                           |                           |
| 214                             | Markus Hoelgaard                | 34°                             |                       |                       |                       |                           |                           |                           |
| 215                             | Anders Skaarseth                | 86°                             |                       |                       |                       |                           |                           |                           |
| 216                             | Anders Johannessen              | R                               |                       |                       |                       |                           |                           |                           |
| 217                             | Andreas Leknessund              | 41°                             |                       |                       |                       |                           |                           |                           |